# Endlicheria rubriflora
Endlicheria rubriflora är en lagerväxtart som beskrevs av Carl Christian Mez. Endlicheria rubriflora ingår i släktet Endlicheria och familjen lagerväxter. Inga underarter finns listade i Catalogue of Life.